# Damsterdiep (straat)
Het Damsterdiep is een straat in de Nederlandse stad Groningen. De straat is vernoemd naar het gelijknamige kanaal, dat in de stad gedempt is. Het Damsterdiep loopt van de Steentilbrug (Steentilstraat) tot de Florakade. Het deel tussen de Steentilbrug en de Petrus Campersingel/Europaweg werd vroeger het Binnen-Damsterdiep genoemd. Dit deel werd begin 21e eeuw heringericht tot het Damsterplein. Het deel tussen de Petrus Campersingel/Europaweg en de Florakade werd vroeger Buiten-Damsterdiep genoemd.

## Geschiedenis

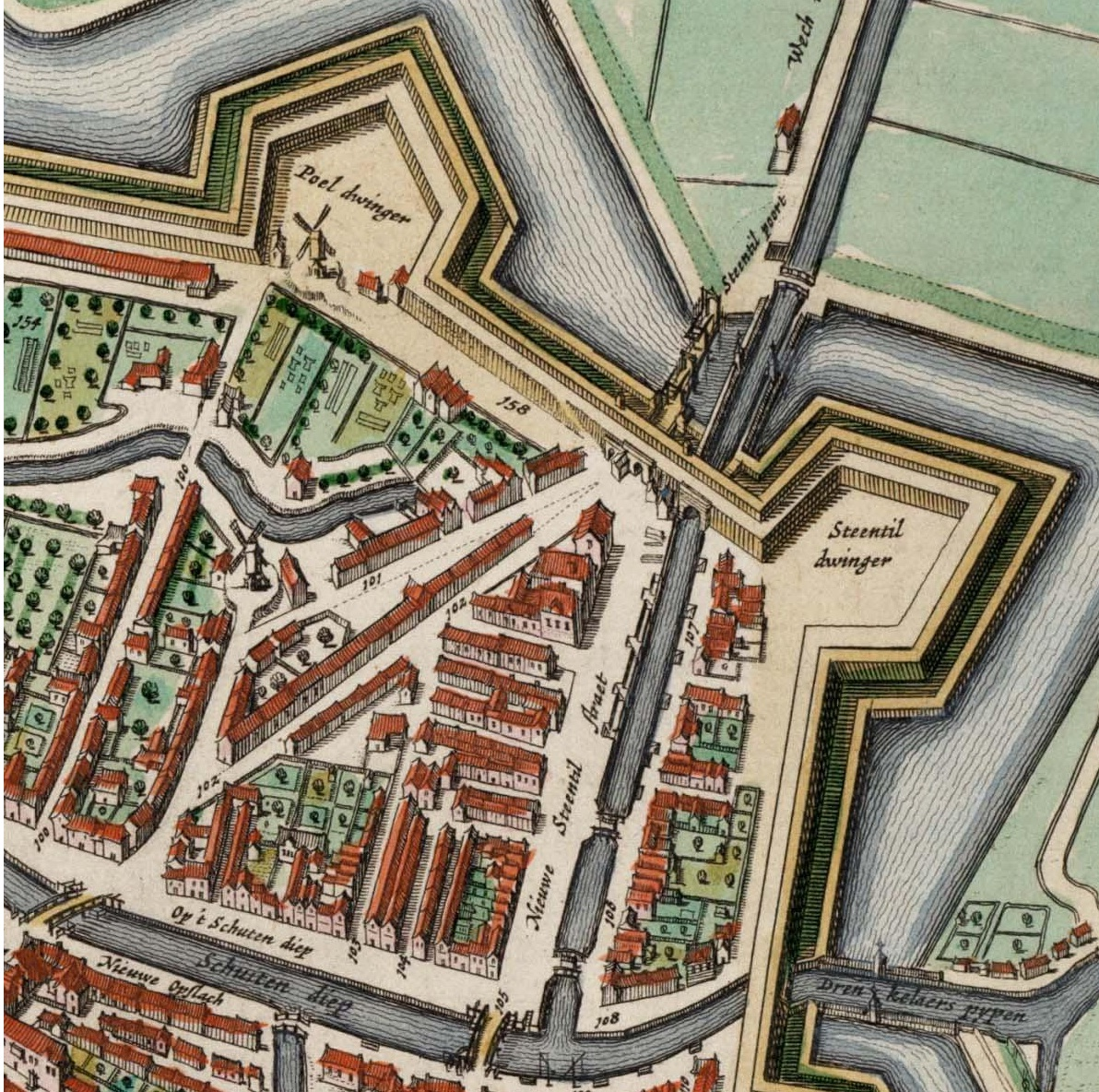
Het Schuitenschuiverskwartier en het Binnen-Damsterdiep of Nieuwe Steentilstraat op de kaart van Groningen uit de Atlas van Loon van 1649. Boven de Steentilpoort en de Steentildwinger en rechts de Visserspijp of Drenkelaarspijpen. Het Klein Poortje is niet zichtbaar. De Damsterkolk met de twee sluizen zijn zichtbaar in het midden van het Binnen-Damsterdiep. Over het Schuitendiep ligt de Steentilboog.

### Stedelijke vaarweg
Het deel van het Damsterdiep (Damster = bijvoeglijk naamwoord van Appingedam, Gronings: 'n Daam) van Oosterhoogebrug (grens van het stadsgebied) tot aan Oosterdijkshorn (aansluiting met het Lustigemaar) is waarschijnlijk als verbreding van een bestaande zwetsloot (grenssloot) tussen Noorddijk en Engelbert gegraven tussen 1424 en 1425 als afwateringskanaal van het Oosterhamrik, dat hiermee kon worden ingelaten in het Scharmerzijlvest. Gezien de maten van de ebdeuren die bij Oosterhoogebrug geplaatst werden was het kanaal bij de aanleg reeds ook bedoeld als zeevaartverbinding naar de Eems. Reeds in 1434 werden de Ripperda's bij Farmsum gedwongen om het stapelrecht van de stad te ondersteunen, zij het dat nog lange tijd daarna via het Damsterdiep veel sluikhandel plaatsvond. Wel werd Delfzijl hierdoor een voorhaven van Groningen. Tot de aanleg van het Eemskanaal in 1862 was dit de belangrijkste oostelijke verbinding van de stad met zee en daarmee werd het uiteinde van het Damsterdiep in de stad een overslaglocatie. Het belang komt ook naar voren uit de vijandigheden in het gebied eromheen rond 1500 tijdens de Saksische Vete en de Gelderse Oorlogen, een ruzie tussen Groningen en Emden rond 1550 over de vrije vaart over de Eems en het belang van het verlies van Delfzijl voor de uiteindelijke Reductie van Groningen tijdens de Tachtigjarige Oorlog: De stad Groningen importeerde hierlangs hout uit Westfalen en graan uit de regio rond de Oostzee en andersom exporteerde de stad langs deze route boter en kaas. Vanaf Groningen vertrok vanaf het Lopster veerhuis (nr. 36; Lopster = bijvoeglijk naamwoord van Loppersum) op de hoek van de Loppersummergang vroeger het Delfzijlster veer. Tot 1573 was er een overtoom naar het Schuitendiep. In dat jaar werd met steun van Alva een verlaat aangelegd om zo een binnenlandse scheepvaartverbinding aan te kunnen leggen (via het Kolonelsdiep) om daarmee de graanhandel te beschermen tegen aanvallen van de geuzen. Dit verlaat werd in 1620 en 1840 vernieuwd. Op het Damsterdiep kwamen ooit de niet meer te traceren gangen Breukersgang, Carpersgang en Jan Knegtsgang uit. De buurt rond het Damsterdiep was oorspronkelijk een voorstad die bekend stond als het Schuitenschuiverskwartier. Hier woonden veel schippers die turf naar de stad vervoerden volgens de stricte regels van het gilde. Bij de nieuwe omwalling in het begin van de 17e eeuw kwam de buurt binnen de stadsmuren te liggen. De Steentilpoort werd hiervoor in 1621 verplaatst van het einde van de Steentilstraat naar een plek ter hoogte van de Steentilkade om daar het Damsterdiep af te sluiten. Ernaast werd de Steentilspijp aangelegd als waterpoort over het Damsterdiep heen. Aan zuidoostzijde werd ter hoogte van de vroegere Drenkelaarstoren de Visserspijp (of Drenckelaarspijpen) aangelegd als nieuwe waterpoort over het Schuitendiep. Ernaast werd voor voetgangers in de stadswal Het Klein Poortje aangelegd. Tussen Het Klein Poortje en de Steentilpoort bevond zich de Steentildwinger. De noordzijde van het Binnen-Damsterdiep werd destijds aangeduid met Nieuwe Steentilstraat.

### Bedrijvigheid en woningbouw
De Steentilpoort en overige poorten werden in 1876 gesloopt met het slechten van de stadswallen. Doordat in 1862 het Eemskanaal gegraven was en in 1878 de Oosterhaven, werd het Damsterdiep in die tijd van minder belang. Middels de in 1877 aangelegde Oosterhavensluis stond het nog wel in verbinding met andere vaarwegen en ook werd een verbinding gemaakt met het Boterdiep via de later weer gedempte Steentilpoortengracht ter plaatse van de huidige Petrus Campersingel. In 1884 werd in verband met het door de aanleg van het Eemskanaal toegenomen wegverkeer het bestaande verlaat (Damsterkolk: bestaande uit twee sluizen, waarvan een ter hoogte van de Vosgang) gedempt, waarmee de waterverbinding met het Schuitendiep verdween. De Steentilboog over het Schuitendiep (de eerste boog met hamei werd hier gelegd in 1497) werd tegelijkertijd vervangen door een ijzeren draaibrug. Deze draaibrug werd in 1932 vervangen door een nieuw exemplaar en in 1962 door de huidige vaste Steentilbrug. Langs het Damsterdiep bevonden zich eind 19e eeuw vanwege de aan- en afvoerroute veel winkeltjes, die zich onder andere richten op de beurtschippers die er lagen. Op nummer 38 werd in 1880 de bekende Groninger koffiebranderij Tiktak gevestigd (in 1986 verhuisd naar de Rouaanstraat). Na de Woningwet van 1901 werden langs de noordzijde van het Buiten-Damsterdiep door particulieren blokjes woningen neergezet. Langs de zuidzijde verrezen bedrijven langs de weg Eemskanaal Noordzijde, zoals een houtzagerijen (met zaagmolens) en oliemolens. Aan noordzijde van het Buiten-Damsterdiep werd in 1900 het Gemeentelijk Slachthuis gebouwd. In 1982 werd dit slachthuis gesloopt en in 1989 verrezen er 334 woningen (waarvan 182 van de Amsterdamse architect Cees Nagelkerke) rond de toen aangelegde Slachthuisstraat. Aan zuidzijde werden in 1980 op voormalig bedrijventerrein rond de nieuwe straten Balkgat, Houtstek en Zagerij eveneens nieuwe woningen gebouwd. De bebouwing rondom het Damsterdiep-Buiten vormt onderdeel van de Damsterbuurt van de Oosterparkwijk.

### Gedempte Damsterdiep

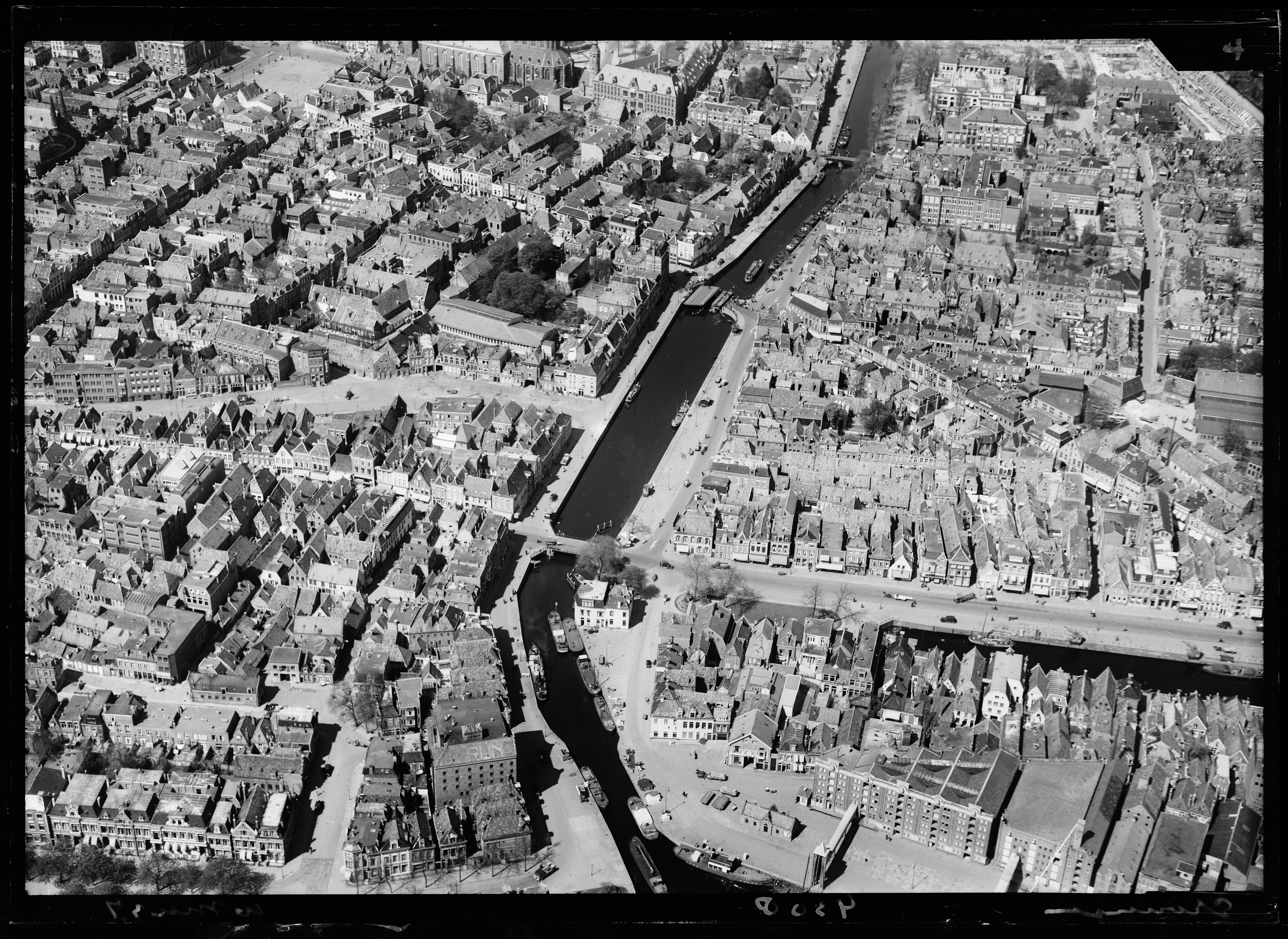
Luchtfoto van het Schuitendiep en directe omgeving (1920-1940), met een nog niet gedempt Damsterdiep.

Begin jaren 1930 gingen er met de aanleg van het Van Starkenborghkanaal stemmen op om het Binnen-Damsterdiep te dempen voor een bode- en busterrein. In dezelfde tijd wilde men overigens ook de Westerhaven, het Schuitendiep en de Reitemakersrijge dempen. Vanaf 1926 waren er ook plannen om het nog aanwezige poortershuisje (portiershuisje) uit 1621 van de vroegere Steentilpoort mogelijk te slopen, maar in 1927 werd toch besloten het te restaureren. In 1933 werd de discussie echter opnieuw gevoerd en ditmaal wilde de gemeenteraad het wel slopen. De Kroon blokkeerde echter in 1934 het daartoe genomen gemeentebesluit vanwege de monumentale waarde van het poortershuisje. De discussie bleef echter aanhouden. Bij de bevrijding van Groningen in 1945 werd het oude poortershuisje echter door brand verwoest. De verplichting tot herbouw in verband met status als rijksmonument werd niet uitgevoerd omdat de gedachte was dat het maar in de weg stond. Het puin dat vrij was gekomen bij de verwoesting van de binnenstad werd vervolgens in 1947 gebruikt om het Buiten-Damsterdiep te dempen. In 1952-53 werd als vervolg hierop ook het Binnen-Damsterdiep gedempt. Verdere plannen in 1969 om het Damsterdiep ook ten zuiden van Lewenborg te dempen voor een dubbele weg gingen echter niet door. In 1949 werd het DAM- en Roland-busstation op de kop van het Damsterdiep gevestigd op de oude plek van het Lopster veerhuis. Er werd ook een wachtkamer bijgebouwd. In 1980 werd dit busstation verplaatst naar het Busstation Groningen. De wachtruimte werd vervolgens ingericht als bloemenzaak, maar zonder veel succes, waarna het in 1998 werd ingericht als horecabedrijf.

### Damsterplein
Tussen 2007 en 2012 werd ter plaatse van het Binnen-Damsterdiep een parkeergarage gebouwd, waartoe het puin deels weer werd verwijderd. Hierbij kwam ook een vroegere sluis uit 1884 weer tevoorschijn. Ter herinnering aan het kanaal staat in de parkeergarage het videokunstwerk 'Illusie van controle' van Martijn Veldhoen (2012). Bovenop de parkeergarage werd het Damsterplein aangelegd met speciale tegels en verlichting en verplaatsbare boombakken, om het terrein een groener aanzicht te geven, maar wel flexibel te houden voor evenementen. Aan de kant van de Nieuweweg/Oosterhavenstraat werd dwars over het vroegere Damsterdiep het gebouw De Bastille gebouwd, dat het nieuwe Damsterplein sterk domineert en niet bij iedereen in de smaak valt. Het Damsterplein moest uitgroeien tot een levendige plek en het evenemententerrein van de stad, maar de initiële inrichting is feitelijk uitgelopen op een mislukking. Er is weinig leven op het plein, er is te weinig groen op het versteende plein en evenementen komen mede vanwege de hoge kosten en lage bezoekersaantallen nauwelijks meer. In 2020 gaf de gemeente opdracht tot het maken van een nieuw plan voor het plein met een andere wegindeling, meer groen en een fontein.

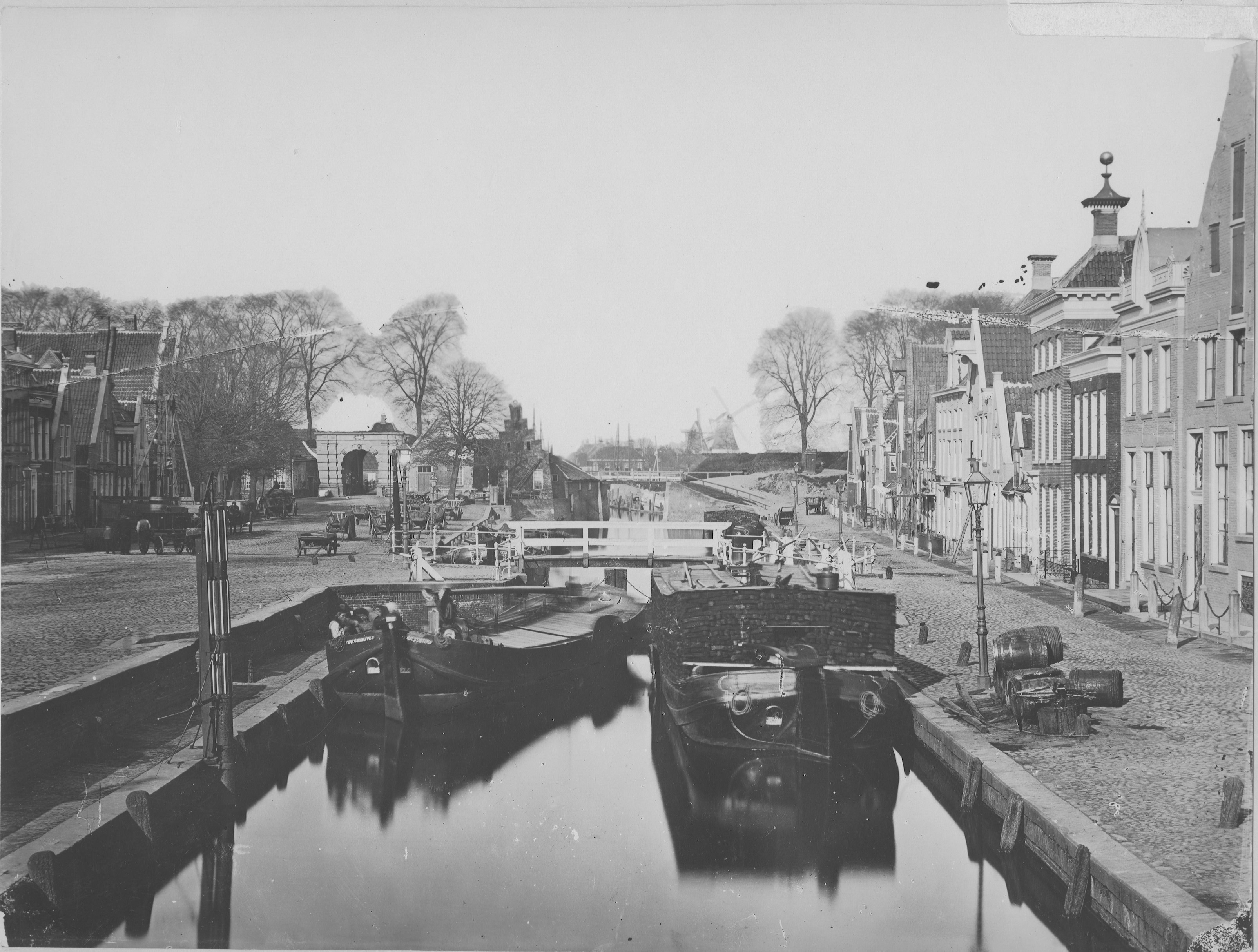
Het Damsterdiep in 1874 met links op de achtergrond de Steentilpoort en het poortershuisje. Links op de voorgrond een rolpaal. Rechts een volgeladen turfschip.
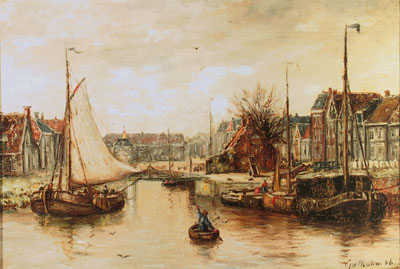
Binnen-Damsterdiep (1886) door Gerrit van Houten.
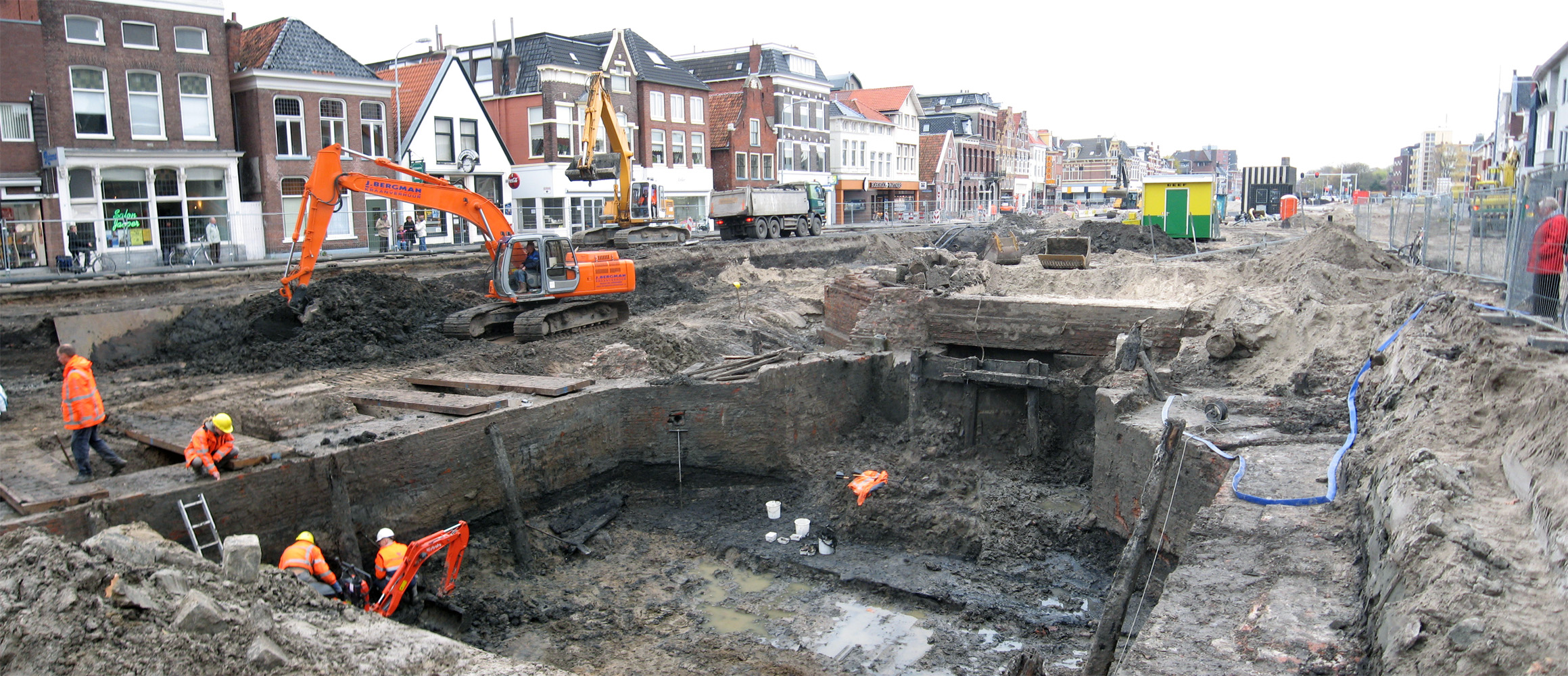
Voormalige sluis in het Damsterdiep tijdens de werkzaamheden voor de bouw van de parkeergarage (2007)
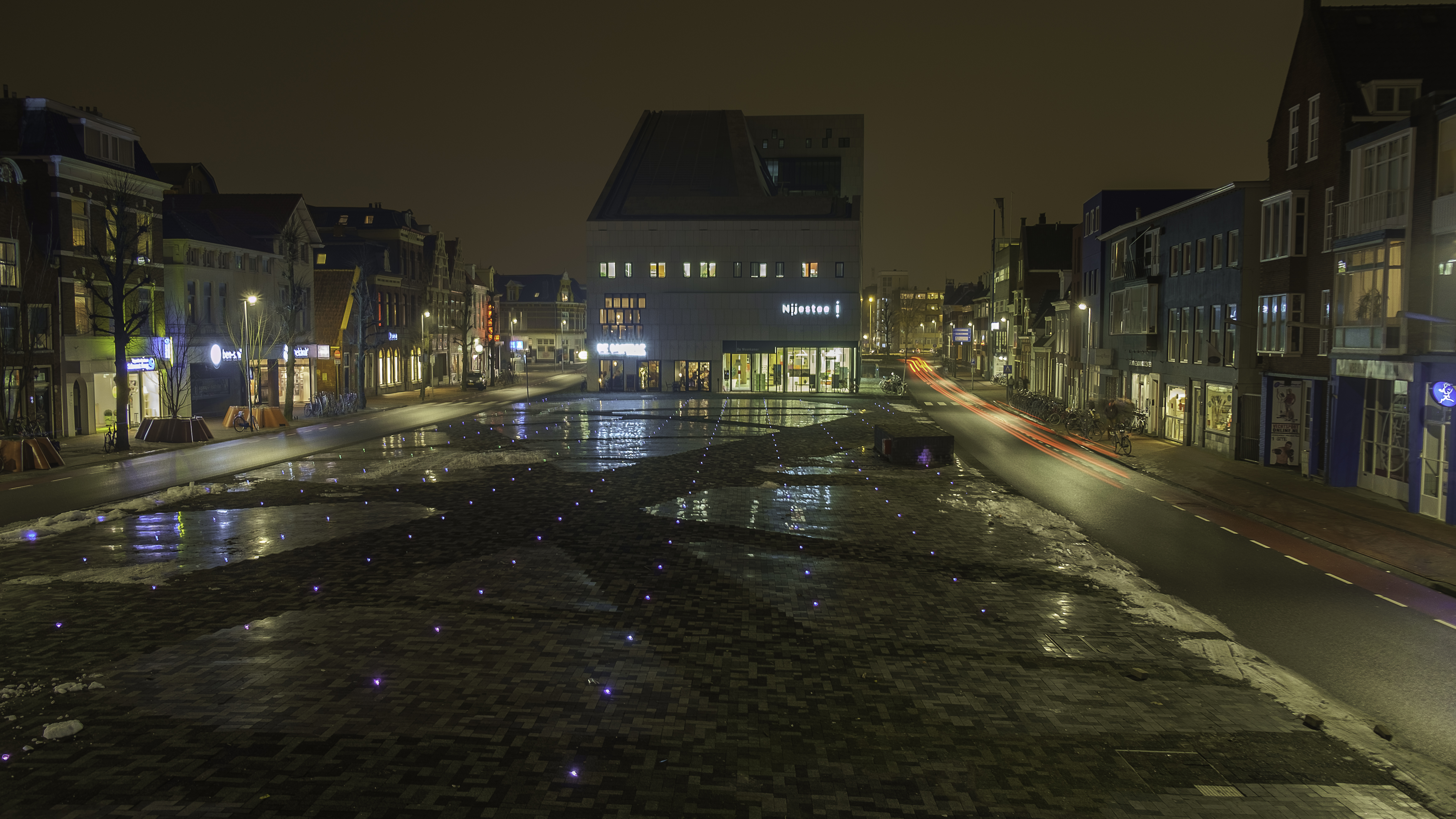
Gezicht over het plein op het gebouw De Bastille van Nijestee bij avond.
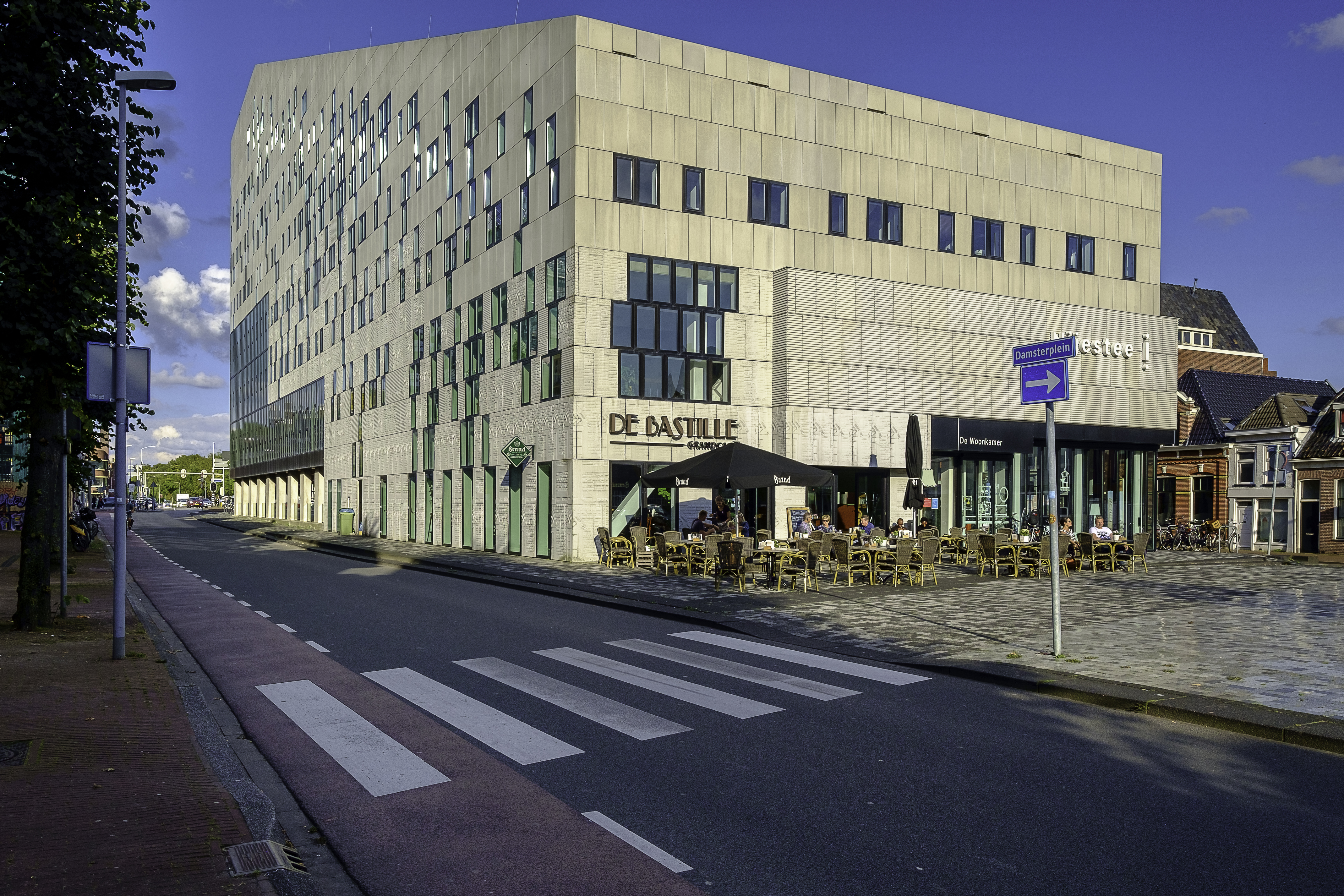
De Bastille

## Monumenten
De straat telt elf panden die zijn aangewezen als rijksmonument. Negen panden genieten bescherming als gemeentelijk monument.
| Adres                                   | Bouwjaar     | Beschrijving | Monument  | Afbeelding |
| --------------------------------------- | ------------ | --- | --------- | ---------- |
| Damsterdiep 1                           | 1937         | Bedrijfspand met bovenwoning ontworpen door Hoekzema-Beckering Vinckers in opdracht van Wagenborg                                                        | GM 101883 |            |
| Damsterdiep 4                           | 17e-18e eeuw | Woonhuis, twee bouwlagen onder zadeldak | GM 101896 |            |
| Damsterdiep 6                           | 17e-18e eeuw | Voorhuis, twee laags onder zadeldak met topgevels, achterhuis, eenlaags met zadeldak                                                                     | GM 101897 |            |
| Damsterdiep 8                           | 17e eeuw     | Oorspronkelijk woonhuis, nu winkel met appartementen. Tweelaags diephuis onder zadeldak met schildeinde                                                  | GM 101898 |            |
| Damsterdiep 12                          | 17e eeuw     | Oorspronkelijk woonhuis, nu winkel met bovenwoning. Voorhuis, twee bouwlagen met schilddak, achterhuis twee lagen onder plat dak                         | GM 101900 |            |
| Damsterdiep 16                          | 17e eeuw     | Pand, tweeenhalve verdieping onder schilddak, huidige voorgevel uit 1882                                                                                 | RM 18445  |            |
| Damsterdiep 17                          |              | Pand met verhoogde voorbouw, vier traveeën breed, met rechte kroonlijst                                                                                  | RM 18440  |            |
| Damsterdiep 18                          | 18e eeuw     | Woonhuis met achterliggend bedrijfscomplex | GM 101903 |            |
| Damsterdiep 26                          | 1793         | Hoek Soniusgang, pand onder zadeldak tegen halsgevel | RM 18446  |            |
| Damsterdiep 36                          | 1624         | Lopster veerhuis | RM 18447  |            |
| Damsterdiep 38                          | 1891         | Koffiebranderij van Tiktak, thans kantoor | RM 485521 |            |
| Damsterdiep 40                          | 17e eeuw     | Pand met verdieping onder zadeldak tegen topgevel, zeldzaam geworden karakteristiek Oost-Nederlandse versiering van natuurstenen voluten langs de zijden | RM 18448  |            |
| Damsterdiep 42                          | 17e eeuw     | Pand met verdieping onder zadeldak tegen topgevel, schelpvullingen boven de vensters                                                                     | RM 18449  |            |
| Damsterdiep 47                          | 1875         | Pand, twee bouwlagen onder schilddak | GM 101889 |            |
| Damsterdiep 66 hoek Petrus Campersingel | 1935         | Apotheek met bovenwoningen, ontworpen door J.A. Boer | GM 106386 |            |
| Damsterdiep 146                         | 1928         | Rioolgemaal ontworpen door S.J. Bouma | RM 483459 |            |
| Damsterdiep 215                         | 19e eeuw     | Van Houtenhuis | GM 100899 |            |
| Damsterdiep 233                         | 1846         | De Lindenhof | RM 18442  |            |
| Damsterdiep 233                         |              | Aanbouw De Lindenhof | RM 18443  |            |
| Damsterdiep 237                         |              | Langgerekt woonhuis onder semi-zadeldak | RM 18444  |            |